# Медаль «За бескорыстие»
Медаль «За бескорыстие» — государственная награда Российской империи, которой был награждён только один человек.

## Основные сведения
Медаль «За бескорыстие» учреждена 19 июля 1824 года указом Александра I. Указ об учреждении был сообщён главным начальником военных поселений А. А. Аракчеевым управляющему Кабинетом Его Императорского Величества Д. А. Гурьеву.

## Порядок награждения
Медаль впервые упоминается в справочниках Санкт-Петербургского монетного двора 30-х годов XIX века, но, тем не менее, длительное время не был известен порядок награждения и о предназначении данной медали в работах фалеристов лишь высказывались догадки. Однако впоследствии, спустя 150 лет, обстоятельства награждения стали известны. Награждён данной наградой был только один человек: унтер-офицер Ховрин, учитель Нижегородского военно-сиротского отделения корпуса военных поселений. Награждённый в 1823 году самостоятельно, без участия полиции, поймал вора и вернул владельцу, майору Колтовскому, командиру 3-го батальона учебного Карабинерского полка, похищенное в Нижнем Новгороде на крупную сумму: 18 400 рублей. 14 августа медаль была отчеканена на Санкт-Петербургском монетном дворе, 22 августа 1824 года отправлена для вручения. Необходимо отметить, что обычно за подобные заслуги награждали медалями «За усердие» или «За полезное».

## Описание медали
Медаль была сделана из серебра. Диаметр 28 мм. На лицевой стороне медали изображён портрет Александра I, обращённый вправо. Вдоль края медали по окружности надпись «АЛЕКСАНДРЪ I.ИМП.ВСЕРОСС.». На оборотной стороне медали горизонтальная надпись в две строки: «ЗА БЕЗКОРЫСТІЕ», под ней фигурная черта.

## Порядок ношения
Медаль имела ушко для крепления к ленте. Носить медаль следовало на груди. Лента медали — Аннинская.